# Lapinsaari (ö i Luhango)
Lapinsaari är en ö i Finland. Den ligger i mellersta delen av sjön Päijänne och i kommunen Luhango i den ekonomiska regionen  Joutsa  och landskapet Mellersta Finland, i den södra delen av landet, 180 km norr om huvudstaden Helsingfors. Öns area är 4,8 hektar och dess största längd är 400 meter i nord-sydlig riktning.